# Куришко Ольга Миколаївна
Ольга Миколаївна Куришко (21 серпня 1988, Полтава, Українська РСР) — українська державна та громадська діячка.
Заступниця Постійного Представника Президента України в Автономній Республіці Крим від 30 червня 2023 року. З 5 грудня 2024 року виконувала обов'язки Постійного Представника Президента України в Автономній Республіці Крим, із 24 січня 2025 року — Постійний Представник.

## Біографія
Ольга Куришко народилася 21 серпня 1988 року у Полтаві в Український РСР.
У 2010 році закінчила Національну юридичну академію України імені Ярослава Мудрого, отримавши диплом з відзнакою за спеціальністю «правознавство». У 2015 році здобула другу вищу освіту за спеціальністю «міжнародна економіка» у Полтавському університеті економіки і торгівлі.
У 2015—2016 роках працювала юристкою в Коаліції громадських організацій «Ресурсний Центр допомоги вимушеним переселенцям», а згодом у проєкті «Будинок Вільних Людей». В цей період займалася правовою допомогою внутрішньо переміщеним особам, аналізом законодавства та адвокаційними ініціативами. З 2016 по 2021 рік була експерткою з адвокації та заступницею голови правління громадської організації «КримSOS», де займалася наданням правової допомоги, підготовкою правових документів, аналізом законодавства та організацією адвокаційних заходів.
У 2021 році приєдналася до Представництва Президента України в АР Крим, очоливши Відділ правового забезпечення. У 2023 році була призначена заступницею Постійного Представника, з 5 грудня 2024 року, після звільнення Таміли Ташевої, виконувала обов'язки Постійного Представника. А з 24 січня 2025 року офіційно обійняла посаду Постійної Представниці Президента України в АР Крим.